# 威尔·金里卡
威尔·金里卡（/ˈkɪmlɪkə/，1962年—）是一位加拿大政治哲学家，知名于对動物倫理學和多元文化主義的研究，代表作品有《少数的权利：民族主义、多元文化主义和公民》（Politics in the Vernacular: Nationalism, Multiculturalism, Citizenship）、《自由主义、社群与文化》（Liberalism, Community and Culture）、《多元文化公民权：一种有关少数族群权利的自由主义理论》（Multicultural Citizenship: A Liberal Theory of Minority Rights）等。